# Hóquei no gelo nos Jogos Olímpicos
O hóquei no gelo começou a ser disputado nos Jogos Olímpicos na edição de Verão de 1920, em Antuérpia. Com a criação dos Jogos Olímpicos de Inverno, deixou de ser disputado em edições de verão, sendo disputado até hoje junto com as outras modalidades olímpicas de inverno.

## Eventos
| Evento    | 20 |   | 24 | 28 | 32 | 36 | 48 | 52 | 56 | 60 | 64 | 68 | 72 | 76 | 80 | 84 | 88 | 92 | 94 | 98 | 02 | 06 | 10 | 14 | 18 | 22 |
| --------- | -- | - | -- | -- | -- | -- | -- | -- | -- | -- | -- | -- | -- | -- | -- | -- | -- | -- | -- | -- | -- | -- | -- | -- | -- | -- |
| Masculino | •  | • | •  | •  | •  | •  | •  | •  | •  | •  | •  | •  | •  | •  | •  | •  | •  | •  | •  | •  | •  | •  | •  | •  | •  |    |
| Feminino  |    |   |    |    |    |    |    |    |    |    |    |    |    |    |    |    |    |    | •  | •  | •  | •  | •  | •  | •  |    |

## Resultados

### Masculino
| Ano                                    | Final                           | Final     | Final               |                        | Disputa do bronze | Disputa do bronze   | Disputa do bronze |
| -------------------------------------- | ------------------------------- | --------- | ------------------- | ---------------------- | ----------------- | ------------------- | ----------------- |
| Ano                                    | Ouro                            | Placar    | Prata               | Bronze                 | Placar            | Quarto colocado     |                   |
| Antuérpia 1920 (detalhes)              | Canadá CAN                      | [a]       | USA Estados Unidos  | Checoslováquia TCH     | [a]               |                     |                   |
| Chamonix 1924 (detalhes)               | Canadá CAN                      | [b]       | USA Estados Unidos  | Grã-Bretanha GBR       | [b]               | SWE Suécia          |                   |
| St. Moritz 1928 (detalhes)             | Canadá CAN                      | [b]       | SWE Suécia          | Suíça SUI              | [b]               | GBR Grã-Bretanha    |                   |
| Lake Placid 1932 (detalhes)            | Canadá CAN                      | [b]       | USA Estados Unidos  | Alemanha GER           | [b]               | POL Polônia         |                   |
| Garmisch-Partenkirchen 1936 (detalhes) | Grã-Bretanha GBR                | [b]       | CAN Canadá          | Estados Unidos USA     | [b]               | TCH Checoslováquia  |                   |
| St. Moritz 1948 (detalhes)             | Canadá CAN                      | [b]       | TCH Checoslováquia  | Suíça SUI              | [b]               | SWE Suécia          |                   |
| Oslo 1952 (detalhes)                   | Canadá CAN                      | [b]       | USA Estados Unidos  | Suécia SWE             | [b]               | TCH Checoslováquia  |                   |
| Cortina d'Ampezzo 1956 (detalhes)      | União Soviética URS             | [b]       | USA Estados Unidos  | Canadá CAN             | [b]               | SWE Suécia          |                   |
| Squaw Valley 1960 (detalhes)           | Estados Unidos USA              | [b]       | CAN Canadá          | União Soviética URS    | [b]               | TCH Checoslováquia  |                   |
| Innsbruck 1964 (detalhes)              | União Soviética URS             | [b]       | SWE Suécia          | Checoslováquia TCH     | [b]               | CAN Canadá          |                   |
| Grenoble 1968 (detalhes)               | União Soviética URS             | [b]       | TCH Checoslováquia  | Canadá CAN             | [b]               | SWE Suécia          |                   |
| Sapporo 1972 (detalhes)                | União Soviética URS             | [b]       | USA Estados Unidos  | Checoslováquia TCH     | [b]               | SWE Suécia          |                   |
| Innsbruck 1976 (detalhes)              | União Soviética URS             | [b]       | TCH Checoslováquia  | Alemanha Ocidental FRG | [b]               | FIN Finlândia       |                   |
| Lake Placid 1980 (detalhes)            | Estados Unidos USA              | [b]       | URS União Soviética | Suécia SWE             | [b]               | FIN Finlândia       |                   |
| Sarajevo 1984 (detalhes)               | União Soviética URS             | [b]       | TCH Checoslováquia  | Suécia SWE             | [b]               | CAN Canadá          |                   |
| Calgary 1988 (detalhes)                | União Soviética URS             | [b]       | FIN Finlândia       | Suécia SWE             | [b]               | CAN Canadá          |                   |
| Albertville 1992 (detalhes)            | Equipa Unificada EUN            | 3 – 1     | CAN Canadá          | Checoslováquia TCH     | 6 – 1             | USA Estados Unidos  |                   |
| Lillehammer 1994 (detalhes)            | Suécia SWE                      | 3 – 2 (s) | CAN Canadá          | Finlândia FIN          | 4 – 0             | RUS Rússia          |                   |
| Nagano 1998 (detalhes)                 | República Checa CZE             | 1 – 0     | RUS Rússia          | Finlândia FIN          | 3 – 2             | CAN Canadá          |                   |
| Salt Lake City 2002 (detalhes)         | Canadá CAN                      | 5 – 2     | USA Estados Unidos  | Rússia RUS             | 7 – 2             | BLR Bielorrússia    |                   |
| Turim 2006 (detalhes)                  | Suécia SWE                      | 3 – 2     | FIN Finlândia       | República Checa CZE    | 3 – 0             | RUS Rússia          |                   |
| Vancouver 2010 (detalhes)              | Canadá CAN                      | 3 – 2 (p) | USA Estados Unidos  | Finlândia FIN          | 5 – 3             | SVK Eslováquia      |                   |
| Sochi 2014 (detalhes)                  | Canadá CAN                      | 3 – 0     | SWE Suécia          | Finlândia FIN          | 5 – 0             | USA Estados Unidos  |                   |
| PyeongChang 2018 (detalhes)            | Atletas Olímpicos da Rússia OAR | 4 – 3 (p) | GER Alemanha        | Canadá CAN             | 6 – 4             | CZE República Checa |                   |
| Pequim 2022 (detalhes)                 | Finlândia FIN                   | 2 – 1     | ROC                 | Eslováquia SVK         | 4 – 0             | SWE Suécia          |                   |

- a Consistiu de uma primeira fase eliminatória e as demais fases definidas através do desempenho das equipes medalhistas de ouro e de prata.
- b Disputa por pontos corridos.

### Feminino
| Ano                            | Final              | Final     | Final              |                    | Disputa do bronze | Disputa do bronze               | Disputa do bronze |
| ------------------------------ | ------------------ | --------- | ------------------ | ------------------ | ----------------- | ------------------------------- | ----------------- |
| Ano                            | Ouro               | Placar    | Prata              | Bronze             | Placar            | Quarto colocado                 |                   |
| Nagano 1998 (detalhes)         | Estados Unidos USA | 3 – 1     | CAN Canadá         | Finlândia FIN      | 4 – 1             | CHN China                       |                   |
| Salt Lake City 2002 (detalhes) | Canadá CAN         | 5 – 2     | USA Estados Unidos | Suécia SWE         | 2 – 1             | FIN Finlândia                   |                   |
| Turim 2006 (detalhes)          | Canadá CAN         | 4 – 1     | SWE Suécia         | Estados Unidos USA | 4 – 0             | FIN Finlândia                   |                   |
| Vancouver 2010 (detalhes)      | Canadá CAN         | 2 – 0     | USA Estados Unidos | Finlândia FIN      | 3 – 2 (p)         | SWE Suécia                      |                   |
| Sochi 2014 (detalhes)          | Canadá CAN         | 3 – 2 (p) | USA Estados Unidos | Suíça SUI          | 4 – 3             | SWE Suécia                      |                   |
| PyeongChang 2018 (detalhes)    | Estados Unidos USA | 3 – 2 (s) | CAN Canadá         | Finlândia FIN      | 3 – 2             | OAR Atletas Olímpicos da Rússia |                   |
| Pequim 2022 (detalhes)         | Canadá CAN         | 3 – 2     | USA Estados Unidos | Finlândia FIN      | 4 – 0             | SUI Suíça                       |                   |

## Quadro geral de medalhas
| Ordem | País                            | Medalha de ouro | Medalha de prata | Medalha de bronze |    |
| ----- | ------------------------------- | --------------- | ---------------- | ----------------- | -- |
| 1     | CAN Canadá                      | 14              | 6                | 3                 | 23 |
| 2     | URS União Soviética             | 7               | 1                | 1                 | 9  |
| 3     | USA Estados Unidos              | 4               | 12               | 2                 | 18 |
| 4     | SWE Suécia                      | 2               | 4                | 5                 | 11 |
| 5     | FIN Finlândia                   | 1               | 2                | 8                 | 11 |
| 6     | GBR Grã-Bretanha                | 1               |                  | 1                 | 2  |
|       | CZE Chéquia                     | 1               |                  | 1                 | 2  |
| 8     | OAR Atletas Olímpicos da Rússia | 1               |                  |                   | 1  |
|       | EUN Equipa Unificada            | 1               |                  |                   | 1  |
| 10    | TCH Checoslováquia              |                 | 4                | 4                 | 8  |
| 11    | GER Alemanha                    |                 | 1                | 1                 | 2  |
|       | RUS Rússia                      |                 | 1                | 1                 | 2  |
| 13    | ROC                             |                 | 1                |                   | 1  |
| 14    | SUI Suíça                       |                 |                  | 3                 | 3  |
| 15    | FRG Alemanha Ocidental          |                 |                  | 1                 | 1  |
|       | SVK Eslováquia                  |                 |                  | 1                 | 1  |
| TOTAL | TOTAL                           | 32              | 32               | 32                | 96 |

### Masculino
| Ordem | País                            | Medalha de ouro | Medalha de prata | Medalha de bronze |    |
| ----- | ------------------------------- | --------------- | ---------------- | ----------------- | -- |
| 1     | CAN Canadá                      | 9               | 4                | 3                 | 16 |
| 2     | URS União Soviética             | 7               | 1                | 1                 | 9  |
| 3     | USA Estados Unidos              | 2               | 8                | 1                 | 11 |
| 4     | SWE Suécia                      | 2               | 3                | 4                 | 9  |
| 5     | FIN Finlândia                   | 1               | 2                | 4                 | 7  |
| 6     | CZE Chéquia                     | 1               |                  | 1                 | 2  |
|       | GBR Grã-Bretanha                | 1               |                  | 1                 | 2  |
| 8     | OAR Atletas Olímpicos da Rússia | 1               |                  |                   | 1  |
|       | EUN Equipa Unificada            | 1               |                  |                   | 1  |
| 10    | TCH Checoslováquia              |                 | 4                | 4                 | 8  |
| 11    | GER Alemanha                    |                 | 1                | 1                 | 2  |
|       | RUS Rússia                      |                 | 1                | 1                 | 2  |
| 13    | ROC                             |                 | 1                |                   | 1  |
| 14    | SUI Suíça                       |                 |                  | 2                 | 2  |
| 15    | FRG Alemanha Ocidental          |                 |                  | 1                 | 1  |
|       | SVK Eslováquia                  |                 |                  | 1                 | 1  |
| TOTAL | TOTAL                           | 25              | 25               | 25                | 75 |

### Feminino
| Ordem | País               | Medalha de ouro | Medalha de prata | Medalha de bronze |    |
| ----- | ------------------ | --------------- | ---------------- | ----------------- | -- |
| 1     | CAN Canadá         | 5               | 2                |                   | 7  |
| 2     | USA Estados Unidos | 2               | 4                | 1                 | 7  |
| 3     | SWE Suécia         |                 | 1                | 1                 | 2  |
| 4     | FIN Finlândia      |                 |                  | 4                 | 4  |
| 5     | SUI Suíça          |                 |                  | 1                 | 1  |
| TOTAL | TOTAL              | 7               | 7                | 7                 | 21 |